# Ferrovia Ancona-Ancona Marittima
La ferrovia Ancona-Ancona Marittima è una breve linea ferroviaria italiana di interesse regionale che collega la stazione di Ancona con quella di Ancona Marittima, proseguendo quindi come raccordo merci fino al molo della Lanterna del Porto di Ancona.

## Storia
La linea è stata aperta a tratti tra il 4 luglio 1884 e il 22 maggio 1906.
La linea era stata destinata dal Piano Provinciale dei Trasporti (approvato nel 1998) a costituire il tratto finale della metropolitana di superficie del capoluogo marchigiano, in quanto la sua meta finale, Ancona Marittima, sarebbe stata la stazione di testa per i treni diretti dal centro di Ancona a vari rioni periferici e ai centri urbani limitrofi. Per realizzare il progetto sono state aperte anche le nuove fermate ferroviarie di Ancona Torrette, Ancona Stadio, Camerano-Aspio e Falconara Stadio oltre alle già esistenti stazioni di Varano, Palombina, Falconara Marittima e Castelferretti-Falconara Aeroporto delle Marche.
Nonostante le proteste della cittadinanza (mozioni in consiglio comunale e regionale, interrogazioni in Parlamento, flash mob, petizioni), l'amministrazione comunale ha poi deciso di chiudere la linea, per non affrontare i necessari lavori di messa in sicurezza dei passaggi a livello.
La linea è dunque rimasta in servizio fino al 13 dicembre 2015, giorno in cui il traffico ferroviario è stato sospeso e i treni sono stati sostituiti da autobus.
Nel 2021 sono state rimosse le mensole della linea aerea lungo il tracciato e con esse la catenaria.
Nel 2022 è stata progettata, da parte della RFI, la riattivazione della linea Ancona centrale-Ancona marittima; tale progetto è stato a tal fine inserito nel documento strategico della mobilità ferroviaria del Ministero delle Infrastrutture, nonostante il parere contrario dell'amministrazione comunale in carica all'epoca. La riattivazione è stata prevista per collegare il porto con l'aeroporto, .
Anche l'assessore regionale alla mobilità si è dichiarato favorevole alla riapertura della stazione, ritenuta fondamentale per il rilancio dell'Aeroporto di Ancona e dell'interporto.

## Caratteristiche
| Unused urban continuation backward | Continuation backward |

| Unknown route-map component "uexABZg+4" + Unknown route-map component "uexlCONTf4" | Straight track |

| Unknown route-map component "uexBHF" | Unknown route-map component "BHFSPLa" |

| Unknown route-map component "tSTRe@fq" + Unused straight waterway + Unknown route-map component "lCONTg@Gq" | Unknown route-map component "vSTRr-SHI1r" |

| Unknown route-map component "uexCONT3+g" | Straight track |

|  | Level crossing |

|  | Level crossing |

|  | Level crossing |

| Pier | Unknown route-map component "KSTRe" + Unknown route-map component "exvKSTRa" + Unknown route-map component "lvDST" |

| Unknown route-map component "exENDEaq" | Unknown route-map component "exvSHI1l-STRr" |

| Unknown route-map component "ARCH2" | Unknown route-map component "exSTR" |

| Unknown route-map component "ARCH2" | Unknown route-map component "exSTR" |

|  | Unknown route-map component "exENDEe" |

La linea è una ferrovia a semplice binario e elettrificato in corrente continua a 3000 V. La gestione dell'infrastruttura è affidata a Rete Ferroviaria Italiana.
Il tracciato comprende tre passaggi a livello ed è caratterizzato da curve a raggio stretto. La tratta risulta armata e in discreto stato di conservazione, sebbene interrotta da una recinzione all'uscita della stazione di Ancona.